# 2021年1月巴格達爆炸案
2021年1月巴格达爆炸案是两名自杀式襲擊者21日在伊拉克巴格达市中心的露天市场发动的恐怖袭击。袭击造成至少32人死亡，另有110人受伤。这是自2017年伊斯兰国在伊拉克領土上被擊潰以来，伊拉克首都发生的罕见袭击。

## 背景
自2017年，即伊斯兰国被击败的那一年起，伊拉克境内的恐怖袭击開始变得罕见。在这一年之前，伊拉克全国各地的袭击事件一度很常见，巴格达和附近城市是主要的襲擊目标。2017年之後最后一次针对平民的重大袭击，是发生在2018年1月，那次襲擊與此次襲擊發生在同一地点，共造成35人死亡。

## 襲擊
2021年1月21日凌晨，巴格达塔亚兰广场的一个服装市场购物，人头攒动，該市場因2019冠狀病毒病伊拉克疫情关闭了一年左右，於前不久重新开放。随后，人群中一名男子突然大喊 "我的肚子好痛"。当附近的人聽到後走向他身邊時，他按下手中的雷管自爆，造成数人死亡。随后，第二名袭击者對正在帮助第一起爆炸中受傷的人發動自杀式襲擊。最終32人在爆炸事件中丧生，110多人受伤，其中數人伤势严重。